# Dianogah
Dianogah (Дайанога) — группа инди-рок исполнителей из Чикаго, основанная в 1995 году. В её состав входят: Кип МакКейб (Kip McCabe), Джей Райн (Jay Ryan), Джейсон Харви (Jason Harvey). Первый полноценный альбом Dianogah «As seen from Above» был записан Стивом Альбини, который также продюсировал второй Battle Champions. Второй альбом был издан 29 мая 2000 года.
Эта группа была из той полудюжины исполнителей, которые содействовали созданию саундтрека к фильму Reach the Rock (1998) режиссёра Уильяма Райана (William Ryan) и сценариста Джона Хьюза (John Hughes). Продюсер Джон МакЭнтайр (John McEntire) был у руля процесса записи саундтрека, а в дальнейшем продолжил работать с группой над их третьим альбомом Millon of Brazilians. Запись была издана 16 апреля 2002 года, на этой записи отметились также Рейчл Граймс (Rachel Grimes) из (Rachels) и Джон Апчёрч (John Upchurch) из Coctails.
15 января 2000 года Dianogah присоединилась к группе Moto для открытия шоу в Lounge Ax — событии, на котором переформированные Coctails выступали в качестве хедлайнеров.
В 2008 году у группы вышел новый альбом Qhnnnl на лейбле Southern Records

## Дискография

### Альбомы
- As Seen From Above CD/LP w/bonus 7" (CD on Ohio Gold/LP on Actionboy Records/ 1997)
- Battle Champions CD/LP (Southern Records / 2000)
- Millions of Brazilians CD/LP (Southern Records / 2002)
- Qhnnnl CD/LP (Southern Records / 2008)

### Синглы
- «100 % Tree» (Actionboy / 1995)
- «Garden Airplane Trap» (Actionboy / 1995)
- «Old Material New Format» CD/EP (My Pal God / 1996)
- «Dianogah»/«Log Letters» Split 7 (High Ball / 1998)
- «Team Dianogah 2 Swedish» (Red Blue Yellow / 1998)
- «Hannibal»/«A Bear Explains» (Southern Records / 2001)

### Сборники и Саундтреки
- What Is Your Landmass? Ground Rule Double compilation CD, 2xLP (Actionboy /Divot / 1995)
- Strongdar V/A Zum No. 2 comp (Zum / 1998)
- Bad Houses/Lone Tree Point V/A My Ohio Action Pal, Boy Gold God 300 (My Pal God / 1998)
- Dreams of Being King V/A Reach The Rock soundtrack (Hefty / 1999)
- Good One Buck V/A When the cat returns, the mice are fucked (Southern / 2005)